# Godin Tepe
Godin Tepe (em persa: گودین‌تپه) é um sítio arqueológico na região de Luristão no oeste do Irã, localizado no vale de Kangavar na província de Kermanshah. Está situado na margem esquerda do rio Gamas Āb. A importância do sítio pode ter sido devido ao seu papel como posto comercial nas antigas redes de comércio da Mesopotâmia. O local foi ocupado desde o período Calcolítico Tardio até o final do 2º milênio a.C., quando foi destruído por um terremoto e abandonado. O sítio foi novamente ocupado na Idade do Ferro do 1º milênio a.C. com a construção de edifícios consideráveis.

## História

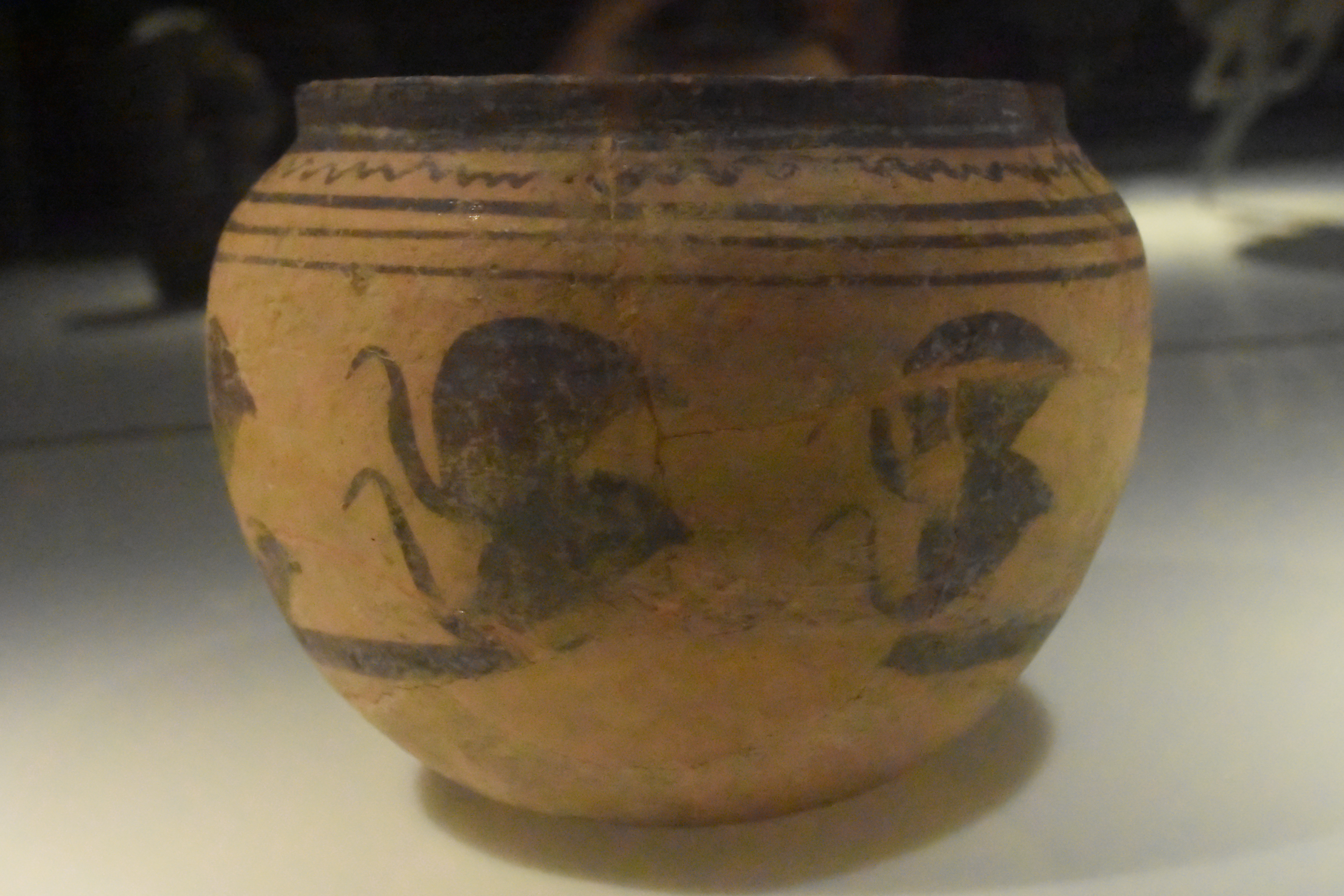
Tigela de cerâmica com decoração pintada de Godin Tepe Nível III

As primeiras evidências de ocupação em Godin vêm dos Períodos XI a VII, abrangendo o Calcolítico Inicial e Médio. O local já era habitado tão cedo quanto c. 5200 a.C.
Devido à profunda estratigrafia de Godin, foi decidido que um sítio relacionado, Seh Gabi, nas proximidades, também deveria ser estudado. Seh Gabi está localizado a 6 km a nordeste de Godin Tepe no vale de Kangavar. Os níveis mais profundos eram mais fáceis de alcançar lá.
Originalmente, as escavações em Godin concentraram-se nos níveis II (terminado c. 500 a.C.?) a VI.I (c. 3200 a.C.–3000 a.C.), mas a transição do Neolítico para o Calcolítico foi estudada principalmente em Seh Gabi.
A cerâmica mais antiga encontrada era das tradições de cerâmica pintada, incluindo a cerâmica J (Godin pré-XI) relacionada à cerâmica da cultura Halaf. A cerâmica impressa Dalma (Dalma Tepe) (Godin XI/X) é muito semelhante às tradições de cerâmica das terras altas ao norte de Godin, especialmente da área do Lago Urmia. Nadali Beig (Nad Ali Beig) é outro sítio pré-histórico localizado a noroeste de Godin nesta área de Kangavar. Também apresenta cerâmica Dalma.

### Nível VIII

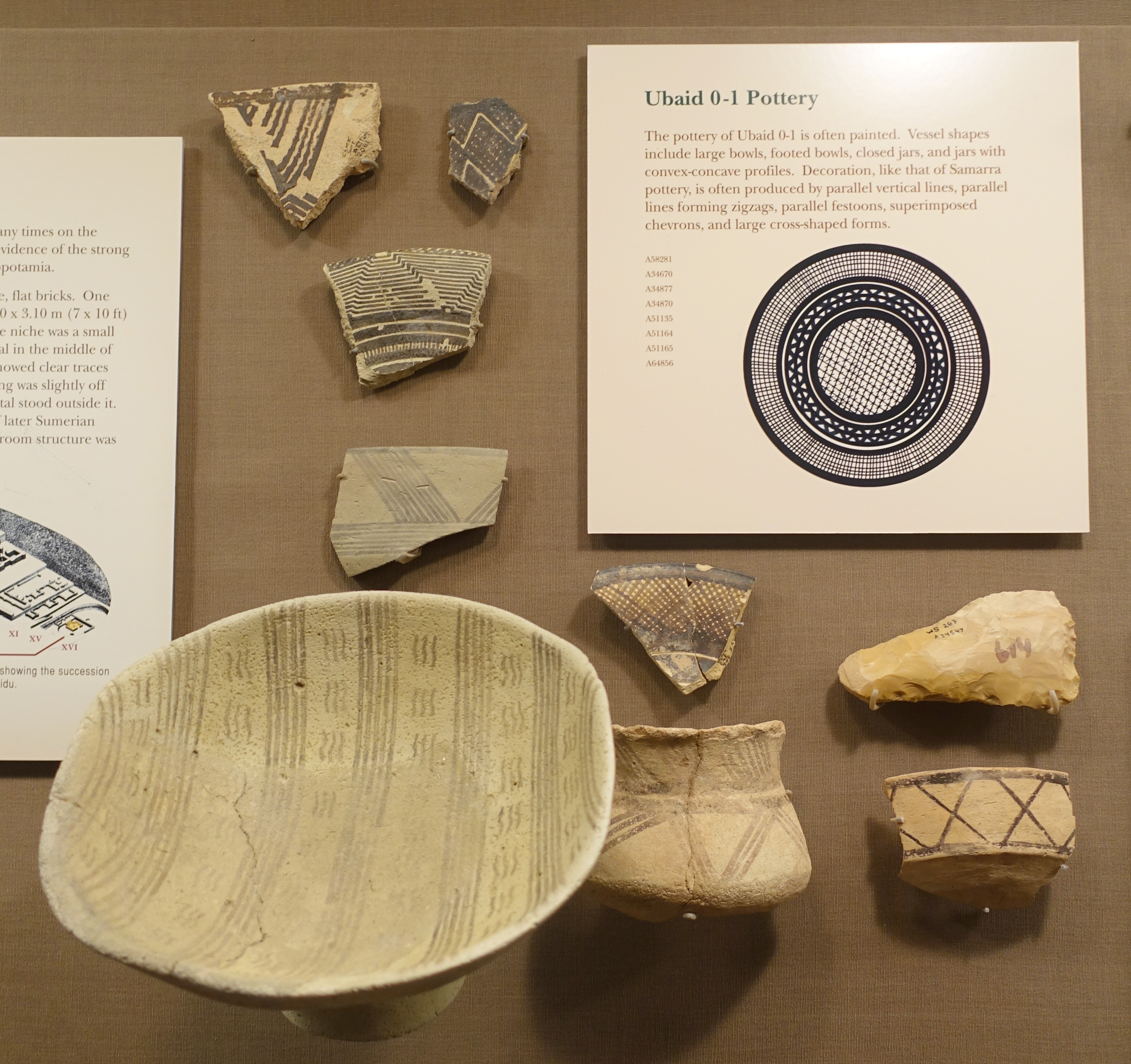
Cerâmica Ubaid (níveis Ubaid 0-1) no Museu do Instituto Oriental, Chicago

O nível VIII é datado de c. 4200–4000 a.C., contemporâneo ao período Ubaid Terminal. Durante o período Calcolítico Tardio 1 (LC 1), algumas redes comerciais substanciais surgiram na área para o comércio de metais e pedras preciosas ou semipreciosas.

"Durante o tempo de Godin VIII, o LC 1, um aumento real no movimento dessas mercadorias é evidente em toda a região. Por exemplo, o lápis-lazúli, uma pedra semipreciosa azul conhecida por ocorrer naturalmente apenas na área de Badakshan no nordeste do Afeganistão, começou a aparecer em sítios LC1 em quantidades significativas."

### Nível VI/VI.I

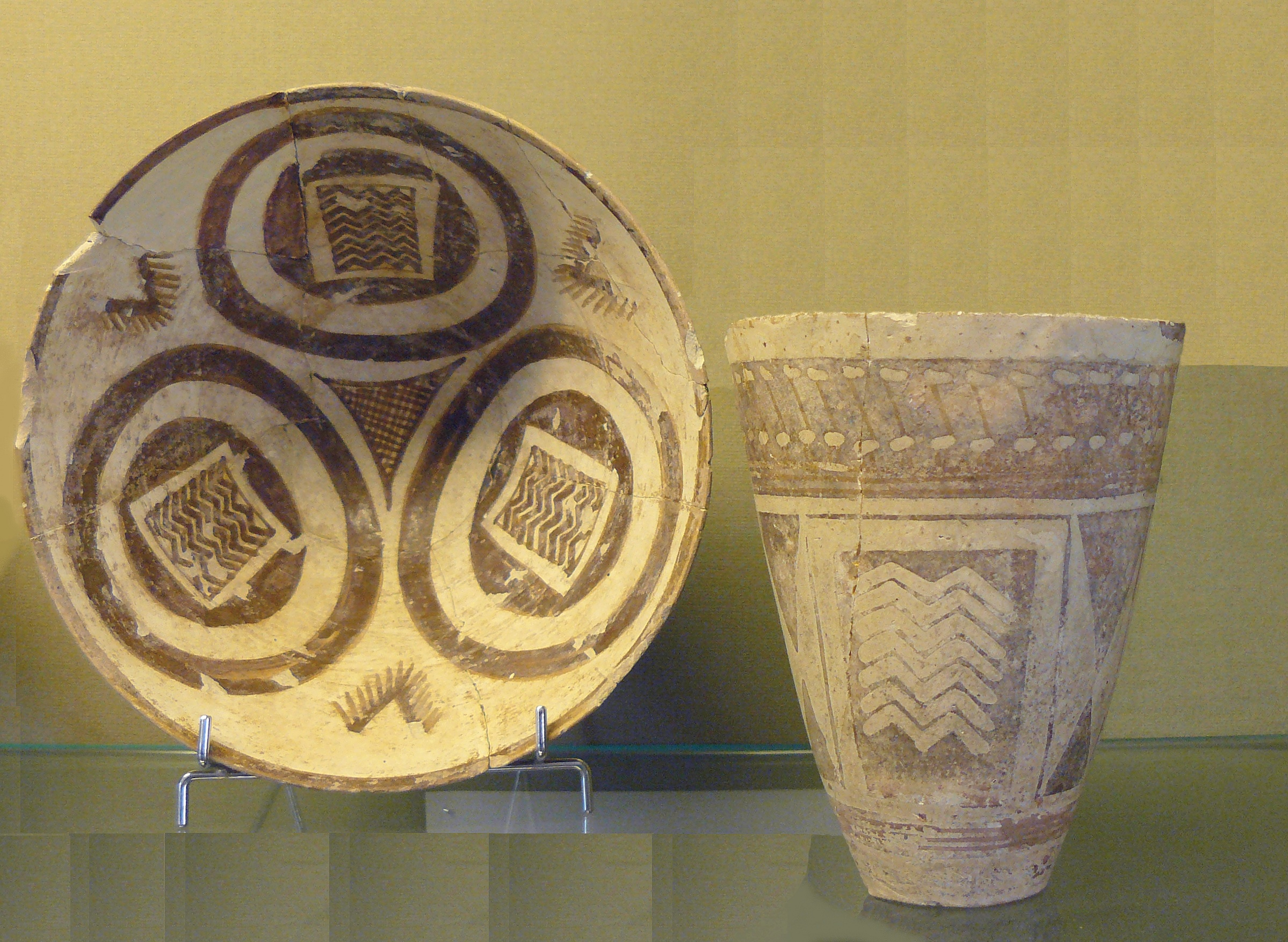
Cálice e xícara, Irã, de Susa, 4º milênio a.C. - período Ubaid; altura do cálice c. 12 cm; Sèvres – Cité de la céramique, França

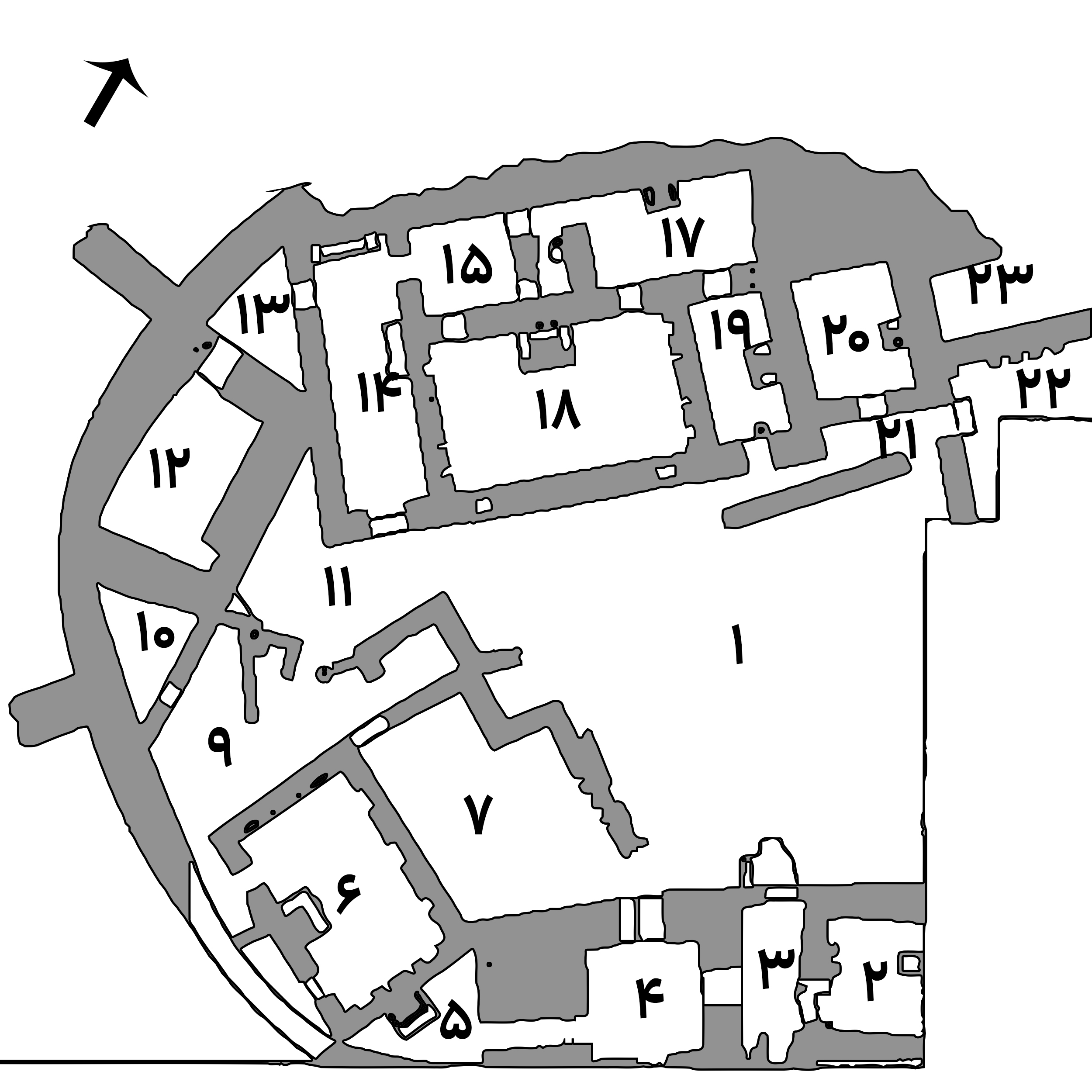
Plano arqueológico do assentamento Godin Tepe V

Durante a campanha de 1973, o nível VI.I (anteriormente chamado de Nível V) foi escavado através de um corte profundo a partir da cidadela. Foi ocupado durante o período 3200–3000 a.C. No final do nível VI.I, havia uma clara lacuna na sequência de assentamento. Havia sinais de fogo, como a sala 22, cujo teto foi queimado. As casas estavam geralmente bem preservadas e continham muitos artefatos, mas objetos feitos de metal precioso estavam ausentes. Pouco antes disso, nas fases finais do Nível VI, uma grande característica arquitetônica chamada de "Recinto Oval", abrangendo uma área de 560 metros quadrados, foi descoberta, queimada e destruída c. 3000 a.C. Um número massivo de projéteis de estilingue foi encontrado nos escombros da destruição, associados a uma maça e uma lança de metal. Objetos de bronze arsenical também foram encontrados. Oito amostras de radiocarbono (curva de calibração IntCal04) do Nível VI fornecem datas variando de 3490 a.C. a 3050 a.C. Recentemente, um pesquisador reinterpretou os registros de escavação originais em uma tentativa de reenquadrar a ocupação do Nível VI.I, alegando que o "recinto oval" não existia e postulando uma influência mais proto-elamita versus a visão padrão da Expansão Uruk.
A cerâmica do nível VI.I mostra influências da cultura Uruk, com paralelos em Susa, Uruk (IV) e Nippur Numerosas tigelas de bordas biseladas do período Uruk foram encontradas em Godin Tepe, principalmente ao redor do edifício administrativo no topo do monte, mas não os potes "Grobe Blumentopfe" que se tornaram mais comuns no final do período Uruk. A existência de postos comerciais elamitas no local durante este período, estabelecidos por mercadores de Susa, foi sugerida.
Treze impressões de selo e dois selos cilíndricos foram encontrados no nível VI.I. Acredita-se que tenham sido produzidos localmente, com base na descoberta de um cilindro não entalhado. As impressões de selo mostram um paralelo com Uruk, Susa e outros sítios em Khuzestão. Foram parcialmente decorados com furos de broca. Esteatita serviu como matéria-prima para estes, às vezes tratada com têmpera.
No nível VI.I (datado pelo escavador em c. 3500-3200 a.C.), foram encontrados 38 tabletes de argila do tipo "tabletes numéricos" ou "tabletes impressos" do período Uruk V, dos quais 27 foram preservados em uma peça. Eles continham principalmente contas, como aquelas descobertas em sítios contemporâneos do período Uruk no oeste do Irã, Síria e Mesopotâmia. Sete dos tabletes estão selados.

#### Primeiros vinhos
Vestígios de vinho e cerveja encontrados em dois jarros de cerâmica (60 centímetros de altura com capacidade de 30 litros e um pequeno furo perfurado 10 centímetros acima da base) datados de c. 3100–2900 a.C. e juntamente com as descobertas em Hajji Firuz Tepe, fornecem evidências da produção inicial dessas bebidas nas Montanhas Zagros. Os jarros foram encontrados em uma pequena sala com um colar feito de 200 contas pretas e brancas. Jarros semelhantes foram encontrados em uma sala adjacente. O resíduo de vinho foi identificado usando FT-IR de reflectância difusa. Alguns fragmentos de cerâmica da cultura Kura-Araxes também parecem aparecer em associação com a produção de vinho.

### Nível IV
O nível IV (c. 3000–2650 a.C.), possivelmente após uma interrupção na ocupação, é considerado como representando um influxo da cultura Yanik do norte (ou "cultura Transcaucasiana da Idade do Bronze Inicial I", também conhecida como cultura Kura-Araxes), bem conhecida em Yanik Tepe, Irã, perto do Lago Urmia. Alguns fragmentos de cerâmica Kura-Araxes foram encontrados em camadas ainda mais profundas, remontando ao final do quarto milênio a.C. (Nível VI.I). Ao contrário da cerâmica dos níveis anteriores ou subsequentes, a cerâmica neste nível era temperada com chamote.
Os únicos restos arquitetônicos notáveis deste período consistem em uma série de lareiras revestidas. O escavador definiu três grupos principais de cerâmica para o Nível IV, sendo um, Cerâmica Fina, raro. Dois desses grupos pertencem à Cultura da Idade do Bronze Inicial Transcaucasiana. Um desses grupos possui dois tipos de cerâmica grosseira temperada com grãos grosseiros. Um desses tipos é caracterizado por uma superfície cinza-preta brunida, principalmente com cores contrastantes no interior e exterior das vasilhas. Este tipo de cerâmica grosseira foi usado para produzir tigelas inteiramente. Tigelas cônicas decoradas com designs incisos e escavados são comuns; os desenhos incisos são ocasionalmente preenchidos com uma pasta esbranquiçada. O segundo tipo de cerâmica grosseira é mais claro em cor, muitas vezes bronzeado ou rosa-bege. A superfície das vasilhas é brunida ou lisa. Além de tigelas, há jarros com bordas salientes e pescoços côncavos ou rebaixados.
O segundo grupo de Cerâmica Transcaucasiana encontrada em Godin Tepe foi classificado como Cerâmica Comum. O tecido deste grupo foi temperado por grãos médio-finos e não foi bem queimado. Este grupo de cerâmica tem a mesma gama de cores como a cerâmica grosseira. As superfícies são altamente brunidas, embora as vasilhas com interior claro e exterior escuro sejam predominantes. As formas consistem inteiramente em xícaras, incluindo os tipos de pescoço rebaixado. A decoração é semelhante em estilo e técnica às cerâmicas grosseiras anteriores, mas os designs escavados são menos comuns.

### Nível III

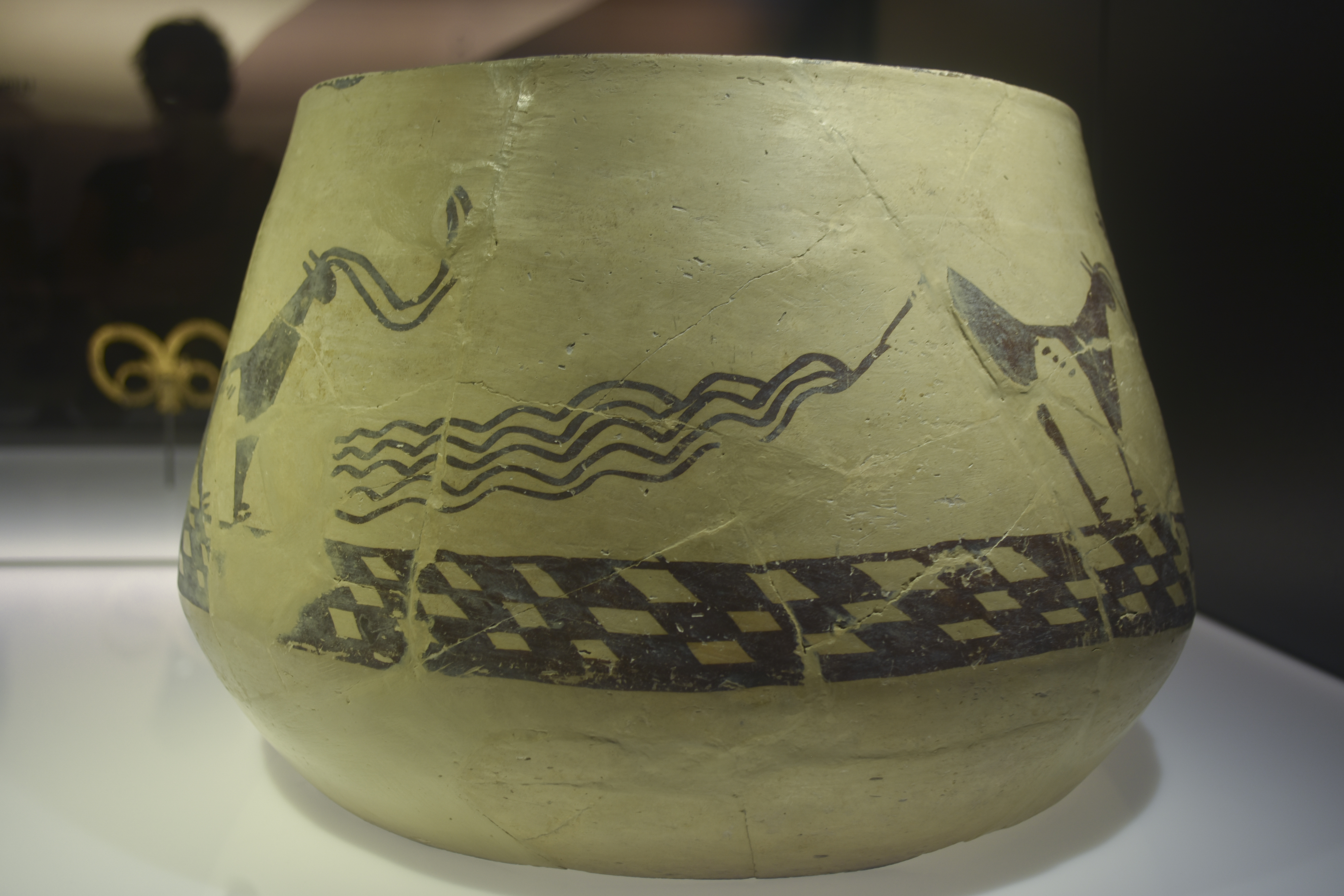
Vaso com decoração pintada de Godin Tepe, Irã. Ca. 1450–1150 a.C.

O nível III (c. 2600–1500/1400 a.C.) mostra conexões com Susa e a maior parte do Luristão, e foi sugerido que pertencia à confederação elamita.

 Uma ligação de cerâmica com Lagash foi estabelecida, o que pode afetar a cronologia desta camada. Por volta de 1400 a.C., Godin Tepe foi abandonado e não foi reocupado até c. 750 a.C. Os achados metálicos incluem uma ponta de flecha, pulseiras, anéis de dedo e cabelo, e amuletos. O conjunto de cerâmicas permitiu aos arqueólogos subdividir este nível (Subníveis 1 e 3 são transitórios e efêmeros):
- Gödin III : 6 - 2600-2300 a.C. - Dinástico Inicial III/IV
- Gödin III : 5 - 2300-2100 a.C. - Acadiano
- Gödin III : 4 - 2100-1900 a.C. - Ur III / Isin-Larsa
- Gödin III : 2 - 1900-1600 a.C.

### Nível II
Ver também
Quando Godin Tepe foi reocupado, c. 750 a.C., uma muralha de fortificação de 120 metros por 50 metros com três metros de espessura foi construída, completa com frestas para flechas. Esta muralha gradualmente caiu em desuso. Um grande salão com colunas, de 24 metros por 28 metros de dimensão interna, foi construído usando 30 colunas de madeira dispostas em cinco fileiras de seis. O interior foi rebocado e apresentava uma área elevada ao longo da parede noroeste. Vários edifícios subsidiários de tijolos de barro também foram construídos para funções de apoio como preparação e armazenamento de alimentos. Dada a falta de apetrechos militares, os escavadores viram o edifício como provavelmente um "palácio" ou "casa senhorial" para alguma figura local poderosa.
A cerâmica do Nível II (apenas cerâmica micácea de cor bege feita em roda) tem fortes paralelos com sítios da Idade do Ferro como Bābā Jān Tepe(I), Jameh Shuran (IIa), Tepe Nush-i Jan e Pasárgada.
Godin foi novamente abandonado durante o século VI a.C., talvez como resultado ou em antecipação à expansão de Ciro, o Grande (c. 550 a.C.) (Brown 1990) ou devido à interrupção de uma estratificação social e processo de formação de Estado secundário após a queda da Assíria.

### Nível I
Um santuário islâmico tardio (c. século XV).

## Arqueologia

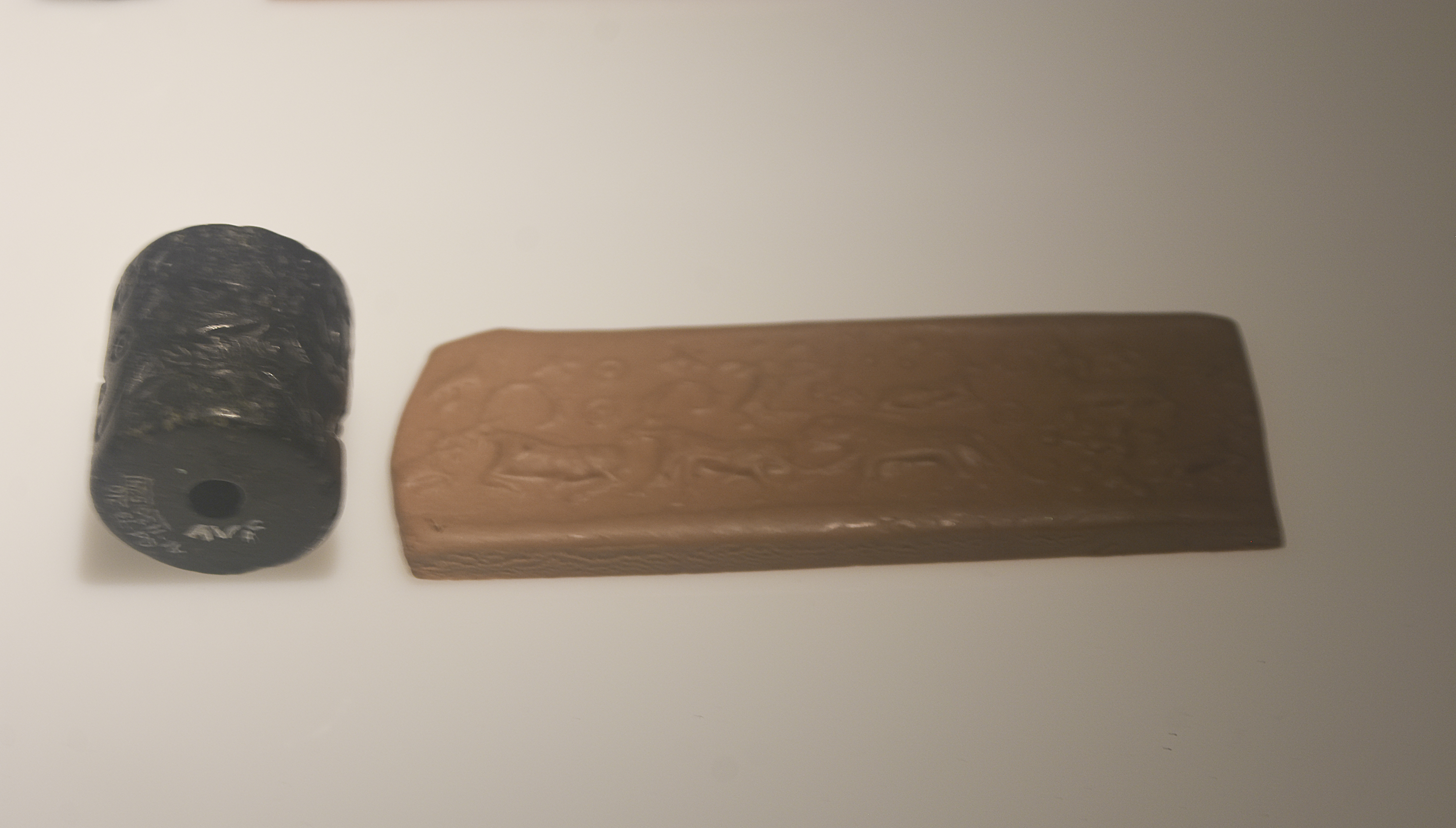
Selo cilíndrico. Ca. 3200-3000 a.C. Procedência: Godin Tepe

O sítio cobre uma área de cerca de 15 hectares, originalmente maior, mas a extremidade norte do monte agora erodiu até formar um penhasco, e se eleva 30 metros acima da planície. Está dividido em uma Cidade Externa ao sul, que tem apenas uma ligeira elevação, uma Cidadela Superior e uma Cidadela. A Cidadela foi erodida por ravinas nos cantos sudeste e sudoeste e é perfurada pela remoção de material para fabricação de tijolos e para solo agrícola. A Cidade Externa foi parcialmente saqueada pelos locais para solo agrícola e tem um extenso cemitério islâmico no lado sudeste. Uma estrada moderna corta a porção sul. Godin Tepe foi descoberto durante uma pesquisa regional em 1961. O local foi escavado pela primeira vez em uma pequena escavação em 1965 por uma expedição canadense liderada por T. Cuyler Young Jr. e patrocinada pelo Museu Real de Ontário. Duas trincheiras foram abertas na Cidadela Superior, uma trincheira foi aberta na Cidadela, e quatro sepulturas (período III) foram escavadas na Cidade Externa. O trabalho continuou em 1967, 1969, 1971 e 1973.